# マシュー・ウィタカー
マシュー・ウィタカー（Matthew C. Whitaker）は、アメリカ合衆国 のアリゾナ州立大学・准教授（男性）である。専門は歴史学である。盗用事件を起こした。

## 研究関連事件
2011年、マシュー・ウィタカーの2冊の著書に盗用が指摘された。
アリゾナ州立大学・歴史学・教授のジェーン・メイアンズチェイン（Jane Maienschein）が調査委員長になり、調査した。「不注意な部分がところどころにあるが、実質的で系統的な盗用ではない」と結論した。
2014年、2回目の盗用疑惑が生じた。
ウィタカーの2014年の著書『Peace Be Still: A History of Modern Black America』 (University of Nebraska Press, 2014)」に、仮名ブロガーのアン・リビドゥー（Ann Ribidoux）が盗用を指摘した。
2015年7月13日、アリゾナ州立大学は、2回目の調査結果で、実質的に、ウィタカーは盗用したと判定した。